# 第101師団 (日本軍)
第101師団（だいひゃくいちしだん）は、大日本帝国陸軍の師団の一つ。

## 沿革
1937年（昭和12年）7月に日中戦争が勃発すると、常設師団の他に、常設師団の固有番号に100を加えた特設師団が編成され、中国大陸での作戦に投入された。
第101師団もその特設師団の一つで、1937年（昭和12年）9月1日に留守第1師団の担当で編成された。上海派遣軍司令官松井石根大将の要請により、第9師団および第13師団とともに第二次上海事変の増援軍として上海戦線に赴いた。上海戦の後、12月の南京攻略戦では攻略部隊を側面から支援するため、揚子江沿いに西進、鎮江で渡河し対岸の揚州攻略に従事した。
その後、1938年（昭和13年）2月14日には新設された中支那派遣軍の戦闘序列に編入され、徐州会戦を戦った。7月4日には第11軍に編入され、武漢作戦、南昌作戦に参加した。1939年（昭和14年）11月7日に復員し、翌1940年（昭和15年）2月25日に廃止された。

## 師団概要
- 上級部隊：上海派遣軍 - 中支那派遣軍 - 第11軍

### 歴代師団長
- 伊東政喜 予備役中将：1937年（昭和12年）9月3日 - 1938年（昭和13年）11月9日
- 斎藤弥平太 中将：1938年（昭和13年）11月9日 - 1940年（昭和15年）2月25日

### 参謀長
- 西山福太郎 歩兵大佐：1937年（昭和12年）9月1日 - 1938年3月1日[1]
- 国武三千雄 砲兵大佐：1938年（昭和13年）3月1日 - 1939年（昭和14年）11月7日[2]

### 所属部隊（編成時）
- 歩兵第101旅団：佐藤正三郎予備役少将
  - 歩兵第101連隊（東京）：飯塚国五郎大佐
  - 歩兵第149連隊（甲府）：津田辰参大佐
- 歩兵第102旅団：工藤義雄予備役少将
  - 歩兵第103連隊（東京）：谷川幸造大佐
  - 歩兵第157連隊（佐倉）：福井浩太郎大佐
- 騎兵第101連隊：大島久忠大佐
- 野砲兵第101連隊：山田秀之助中佐
- 工兵第101連隊：八隅錦三郎大佐
- 輜重兵第101連隊：鳥海勝雄中佐
- 師団通信隊